# Teorema lui Carnot (termodinamică)
În termodinamică teorema lui Carnot este un principiu dezvoltat de Nicolas Léonard Sadi Carnot în 1824 care specifică limita randamentului termic pe care îl poate realiza o mașină termică.
Teorema lui Carnot afirmă că toate mașinile termice care funcționează între aceleași două surse de căldură nu pot avea randamente mai mari decât o mașină reversibilă care funcționează între aceleași surse. Un corolar al acestei teoreme este că fiecare mașină termică reversibilă care funcționează între o pereche de surse de căldură are același randament, indiferent de agentul de lucru folosit sau de detaliile de funcționare. Deoarece o mașină termică Carnot⁠(d) este reversibilă, randamentul tuturor mașinilor termice reversibile este limitat la randamentul mașinilor termice Carnot, randament care depinde numai de temperaturile surselor caldă și rece.
Randamentul maxim (adică randamentul mașinii termice Carnot) a unei mașini termice care funcționează între sursele caldă și rece este raportul dintre diferența temperaturilor absolute⁠(d) ale surselor și temperatura absolută a sursei calde, exprimat prin relația:
{\displaystyle \eta _{\text{c}}={\frac {T-T_{0}}{T}}}
unde T și T0 sunt temperaturile absolute ale surselor caldă, respectiv rece, iar randamentul {\displaystyle \eta } este raportul dintre lucrul mecanic efectuat de mașină asupra mediului și căldura primită din sursa caldă.
{\displaystyle \eta _{\text{c}}} este mai mare decât zero dacă și numai dacă există o diferență de temperatură între cele două rezervoare termice. Deoarece {\displaystyle \eta _{\text{c}}} este limita superioară a tuturor randamentelor reversibile și ireversibile ale mașinilor termice, se ajunge la concluzia că lucrul mecanic poate fi produs de o mașină termică dacă și numai dacă există o diferență de temperatură între două surse de căldură conectate la mașină.
Teorema lui Carnot este o consecință a principiului al doilea al termodinamicii. Din punct de vedere istoric, s-a bazat pe teoria caloricului, contemporană epocii, și a precedat stabilirea celui de-al doilea principiu. Demonstrarea teoremei se face prin reducere la absurd.

## Definirea temperaturii absolute (termodinamice)
Randamentul unei mașini termice este raportul dintre lucrul mecanic ciclic, {\displaystyle l,} efectuat de mașină și căldura introdusă în ciclu, {\displaystyle q}:
{\displaystyle \eta ={\frac {l}{q}}={\frac {q-q_{0}}{q}}=1-{\frac {q_{0}}{q}}}
unde {\displaystyle q_{0}} este căldura evacuată din ciclu (fără a se ține cont de convenția semnelor) în sursa rece. Astfel, randamentul depinde doar de {\displaystyle {\frac {q_{0}}{q}}}.
Deoarece toate mașinile termice reversibile care funcționează între temperaturile {\displaystyle T_{1}} și {\displaystyle T_{2}} trebuie să aibă același randament, randamentul unei mașini termice reversibile este în funcție doar de cele două temperaturi ale surselor:
{\displaystyle {\frac {q_{0}}{q}}=f(T,T_{0})}
În plus, o mașină termică reversibilă care funcționează între temperaturile {\displaystyle T_{1}} și {\displaystyle T_{3}} trebuie să aibă același randament ca una care funcționează după două cicluri, unul între {\displaystyle T_{1}} și o altă temperatură (intermediară), {\displaystyle T_{2}}, și al doilea între {\displaystyle T_{2}} și {\displaystyle T_{3}} ({\displaystyle T_{1}<T_{2}<T_{3}}). Aceasta poate fi cazul numai dacă
{\displaystyle f(T_{1},T_{3})={\frac {q_{3}}{q_{1}}}={\frac {q_{2}q_{3}}{q_{1}q_{2}}}=f(T_{1},T_{2})\,f(T_{2},T_{3})}
În cazul particular în care {\displaystyle T_{1}} este o temperatură de referință, fixă, de exemplu temperatura punctului triplu al apei, 273,16 (desigur, se poate folosi orice temperatură de referință și orice valoare numerică pozitivă – alegerea de aici corespunde scării Kelvin), atunci, pentru orice {\displaystyle T_{2}} și {\displaystyle T_{3}},
{\displaystyle f(T_{2},T_{3})={\frac {f(T_{1},T_{3})}{f(T_{1},T_{2})}}={\frac {273,16\cdot f(T_{1},T_{3})}{273,16\cdot f(T_{1},T_{2})}}}
Prin urmare, dacă temperatura termodinamică este definită drept
{\displaystyle T'=273,16\cdot f(T_{1},T),}
atunci funcția, privită ca o funcție de temperatura termodinamică, este
{\displaystyle f(T_{2},T_{3})={\frac {T_{3}'}{T_{2}'}}}
Rezultă imediat că
{\displaystyle {\frac {q_{0}}{q}}=f(T,T_{0})={\frac {T_{0}'}{T'}}}
Substuid acestă relație înapoi în ecuația de mai sus, {\displaystyle {\frac {q_{0}}{q}}=f(T,T_{0})} oferă o relație pentru randament în funcție de temperaturile termodinamice:
{\displaystyle \eta =1-{\frac {q_{0}}{q}}=1-{\frac {T_{0}'}{T'}}}.

## Aplicabilitatea la pilele de combustie
Deoarece pilele de combustie pot genera putere utilă atunci când toate componentele sistemului sunt la aceeași temperatură {\displaystyle T=T_{0}}, este clar că ele nu sunt limitate de teorema lui Carnot, care afirmă că nu poate fi generată energie când {\displaystyle T=T_{0}.} Acest lucru se datorează faptului că teorema lui Carnot se aplică doar mașinilor care convertesc energia termică în lucru mecanic, în timp ce pilele de combustie transformă energia chimică în energie electrică, care, la rândul ei, poate fi transformată integral în lucru mecanic. Totuși, principiul al doilea al termodinamicii încă poate introduce limitări privind conversia energiei în pilele de combustie.